# Le Balcon (orchestre)
Pour les articles homonymes, voir Le Balcon.
Le Balcon est un orchestre français. Depuis sa création en 2008, il est basé à Paris.

## Historique
Le Balcon est un orchestre sonorisé à géométrie variable. Il est créé en novembre 2008 à l'initiative conjuguée de six étudiants du Conservatoire national supérieur de musique et de danse de Paris : Maxime Pascal (chef d'orchestre), Florent Derex (ingénieur du son), Juan Pablo Carreño (compositeur), Pedro Garcia-Velasquez (compositeur), Mathieu Costecalde (compositeur) et Alphonse Cemin (pianiste-chef de chant).
Le 17 novembre 2008 a lieu le premier concert public du Balcon au Conservatoire de Paris. L'orchestre démarre l'année suivante une résidence à l'Église Saint-Merry qui sera son lieu d'attache principal pour la création de ses spectacles. L'exploration du répertoire lyrique conduit Le Balcon à déplacer sa résidence au Théâtre de l'Athénée où il produit, depuis 2013, de nombreux opéras et concerts.

## Projet

### Répertoire
Le Balcon affirme tôt sa volonté de parcourir le répertoire scénique et, en particulier, l'opéra. Son ouverture vers les jeunes créateurs de sa génération, son goût pour les nouvelles technologies l'amène à naviguer entre le répertoire classique et les expériences des musiques actuelles. 
L'œuvre de Karlheinz Stockhausen, dont l'esthétique est à l'origine de nombreux aspects artistiques du Balcon, tient une place particulière dans son répertoire. Le Balcon a donné à entendre régulièrement de nombreuses scènes du cycle Licht dont Le Voyage de Michaël autour de la Terre, le Requiem de Lucifer ou encore Examen.

### Le son
L'orchestre est sonorisé en lien avec sa vision du spectacle musical qui doit être une expérience "radicale et saisissante".
Cette sonorisation est pour Le Balcon un enjeu esthétique majeur.

## Fondateurs
- Maxime Pascal (chef d'orchestre)
- Florent Derex (ingénieur du son)
- Alphonse Cemin (pianiste)
- Juan Pablo Carreño (compositeur)
- Mathieu Costecalde (compositeur)
- Pedro Garcia-Velasquez (compositeur)

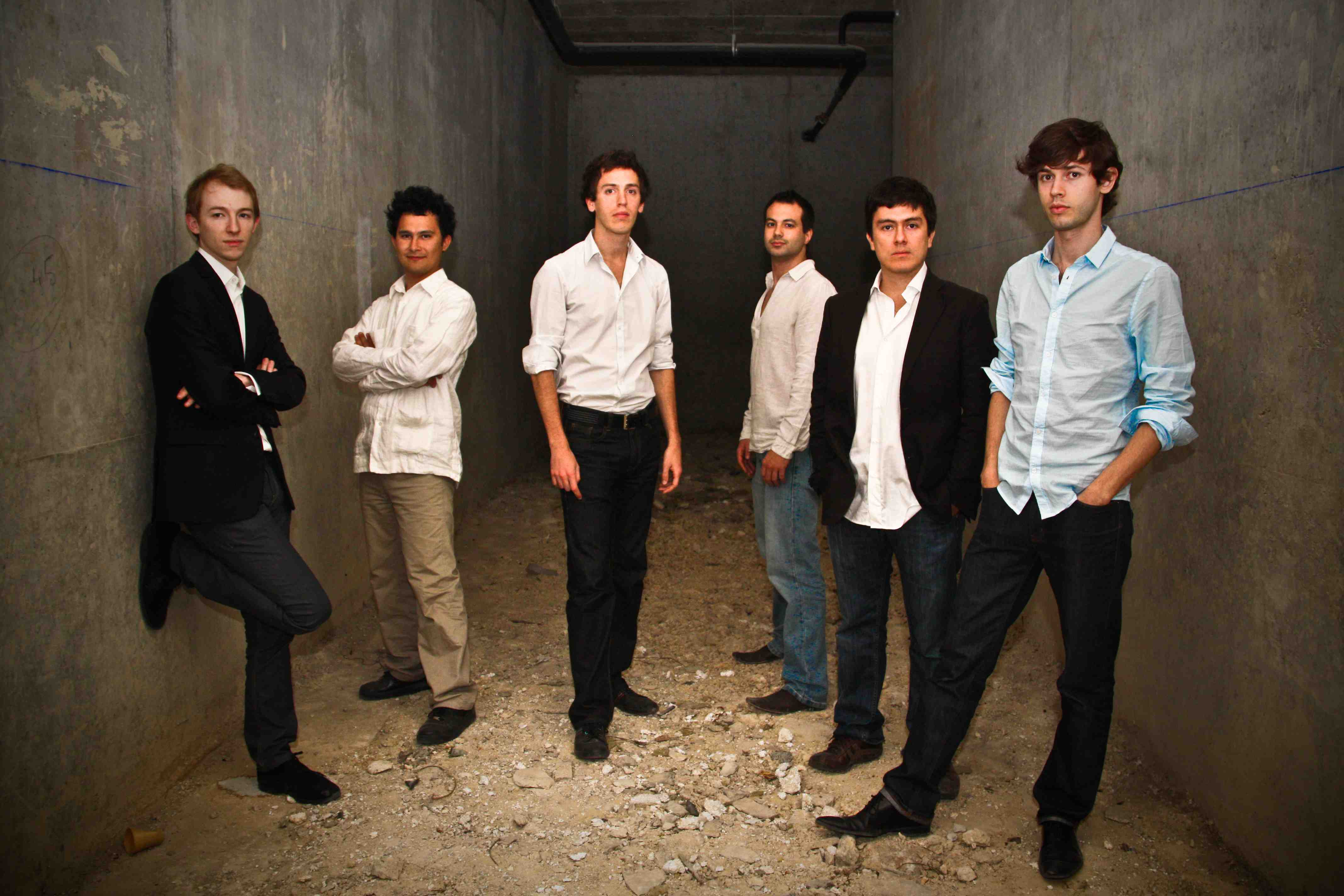
Le Balcon, membres fondateurs